# William Randolph Douglas
Sir William Randolph Douglas, KCMG y PC (24 de septiembre de 1921 - 12 de agosto de 2003), fue Presidente del Tribunal Supremo de Barbados (1965 - 1986). Ocupó el cargo de gobernador general interino en dos ocasiones: desde el 9 de agosto de 1976 hasta el 17 de noviembre de 1976, y desde el 10 de enero de 1984 hasta el 24 de febrero de 1984.